# 드미트로 쿨레바
드미트로 이바노비치 쿨레바(우크라이나어: Дмитро Іванович Кулеба, 영어: Dmytro Ivanovych Kuleba, 1981년 4월 19일 ~ )는 우크라이나의 정치인, 외교관이다. 2016년부터 2019년까지 유럽 의회의 우크라이나 대표로 근무하였으며 2019년부터 유럽 및 유로-대서양 통합부총리를 맡았다. 2020년 3월 4일 우크라이나의 외무장관에 취임하여 역대 최연소 외무장관이 되었다. 2024년 9월 내각 개편을 앞두고 사임하였다.